# Svensona
Svensona (Swainsona) je rod rostlin z čeledi bobovité. Jsou to byliny nebo polokeře se zpeřenými listy a nápadnými, různě zbarvenými květy. Vyskytují se v počtu více než 80 druhů v Austrálii, jeden druh roste i na Novém Zélandu. Některé druhy nápadně kvetou.

## Popis
Svensony jsou vytrvalé byliny, řidčeji jednoletky či polokeře. Listy jsou lichozpeřené, složené nejčastěji z mnoha párů spíše drobnějších, kopinatých nebo podlouhlých, celokrajných, vstřícných lístků.
Řidčeji jsou listy složeny z menšího páru lístků nebo dokonce jednolisté (Swainsona unifoliata). Palisty jsou ploché, bylinné nebo řidčeji štětinovité. Květy jsou nápadné a ozdobné, oboupohlavné, drobné až středně velké (do 2 cm), nejčastěji purpurové, červené nebo růžové, řidčeji bílé, žluté, modré či různobarevné, uspořádané ve vzpřímených, řídkých, úžlabních hroznech. Kalich je pětičetný, zakončený 5 víceméně stejnými laloky. Pavéza je nejčastěji okrouhlá nebo ledvinovitá a na vrcholu zaoblená nebo vykrojená. Křídla jsou asi stejně dlouhá jako člunek nebo je člunek mnohem delší. Tyčinek je 10. Semeník je přisedlý nebo stopkatý a obsahuje mnoho vajíček. Lusky jsou asi 10 až 65 mm dlouhé, pukavé, kulovité až podlouhlé, stopkaté, s vytrvalým kalichem. Obsahují 7 až mnoho semen. U některých druhů jsou lusky nafouklé. Semena jsou ledvinovitá, zploštělá, asi 4 mm dlouhá.

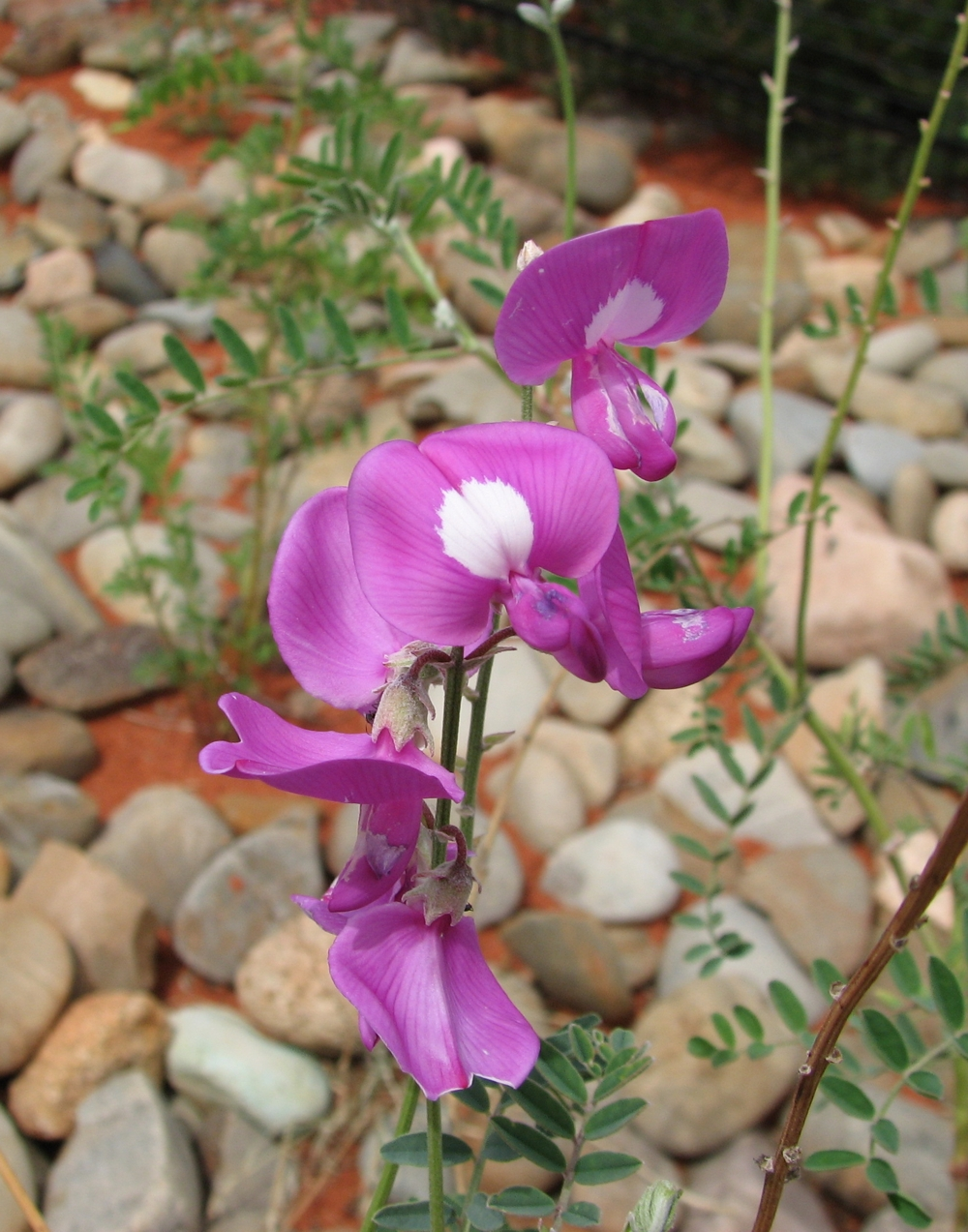
Swainsona greyana
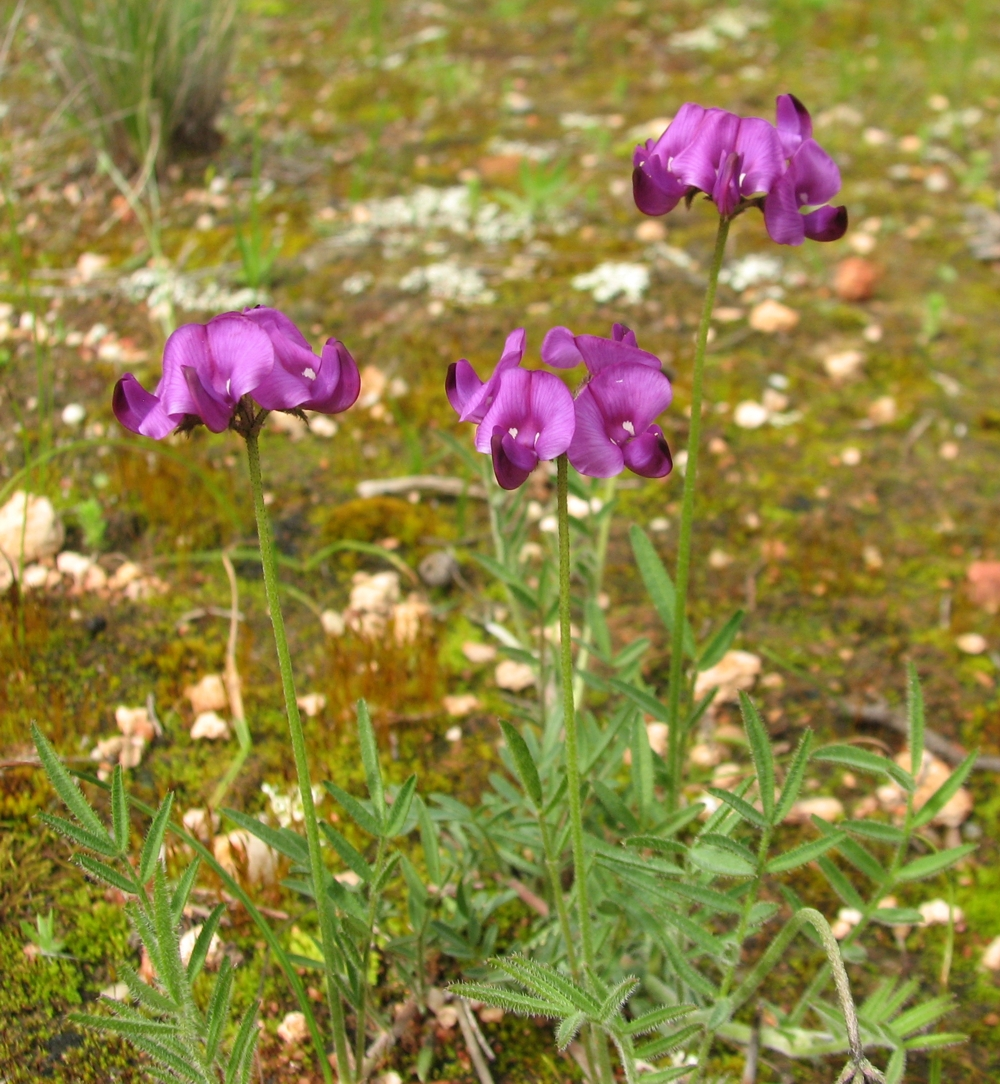
Swainsona behriana

## Rozšíření
Rod svensona zahrnuje asi 84 druhů. Je rozšířen v Austrálii, jeden druh (Swainsona novae-zelandinae) na Novém Zélandu. Nejvíce druhů se vyskytuje v aridních, semiaridních až pouštních oblastech od tropů po teplý mírný pás. Některé druhy rostou i v keřové vegetaci, řídkých a pobřežních lesích a v horách v alpínském stupni.

## Zástupci
- svensona sličná (Swainsona formosa)

## Význam
Svensona sličná (Swainsona formosa, syn. Clianthus formosus) je rostlina známá svými neobvykle tvarovanými červenými květy. Není uváděna ze žádné české botanické zahrady.